# Боровая улица (Санкт-Петербург)
Борова́я у́лица — улица в Центральном и Фрунзенском районах Санкт-Петербурга. Проходит от Разъезжей улицы до линии Витебской железной дороги. Далее продолжается Черниговской улицей.

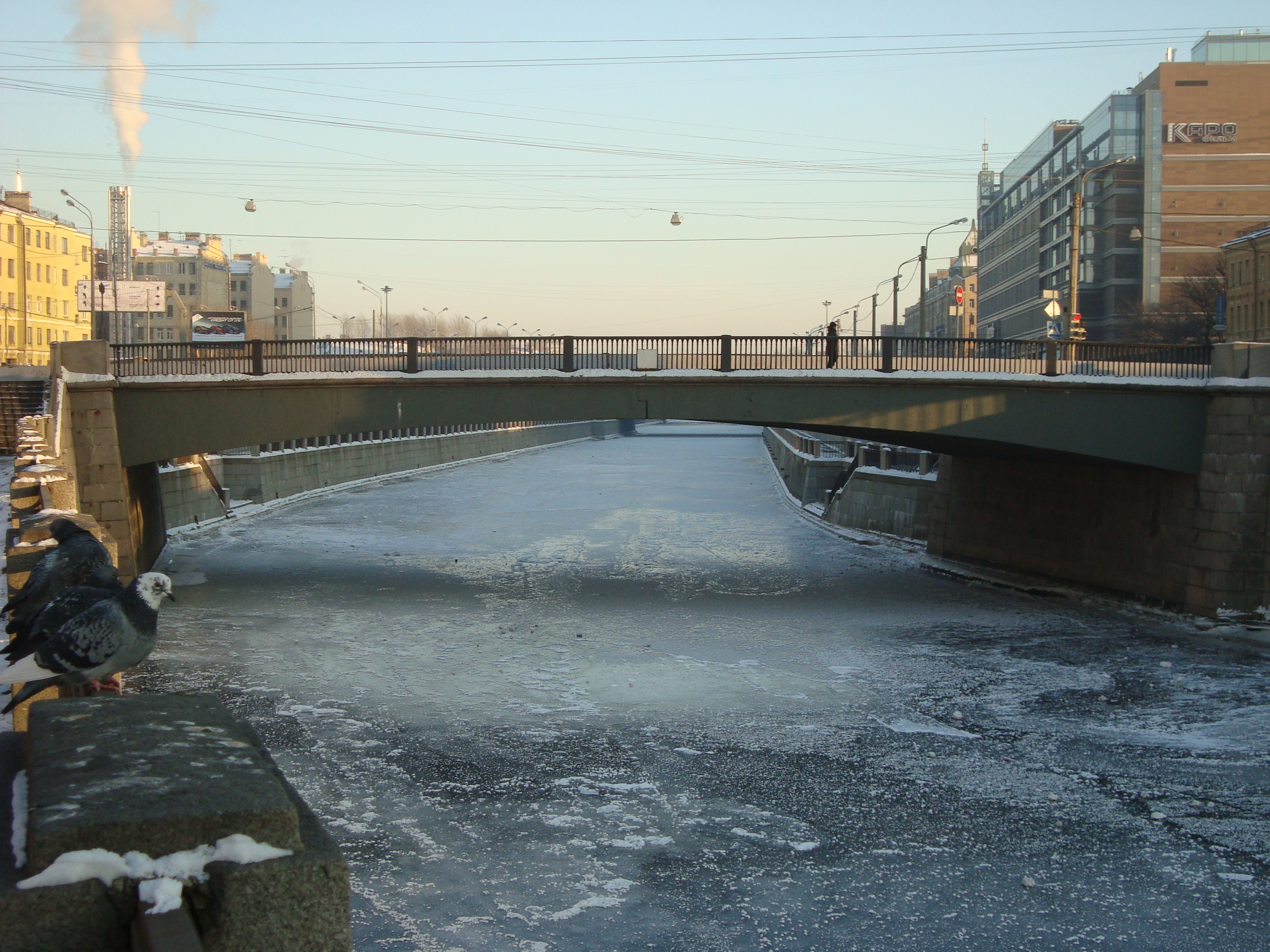
Боровой мост

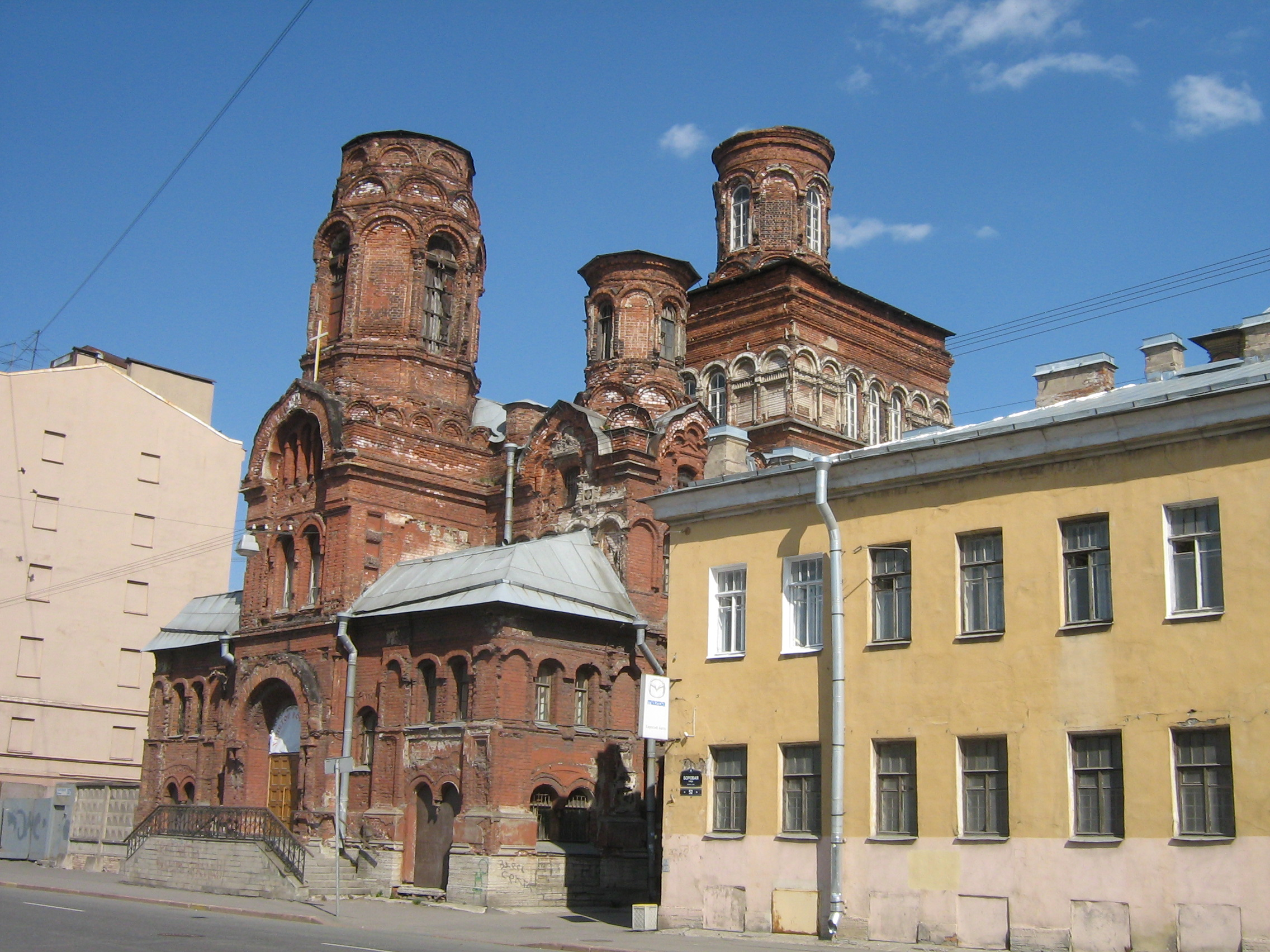
Покровская церковь

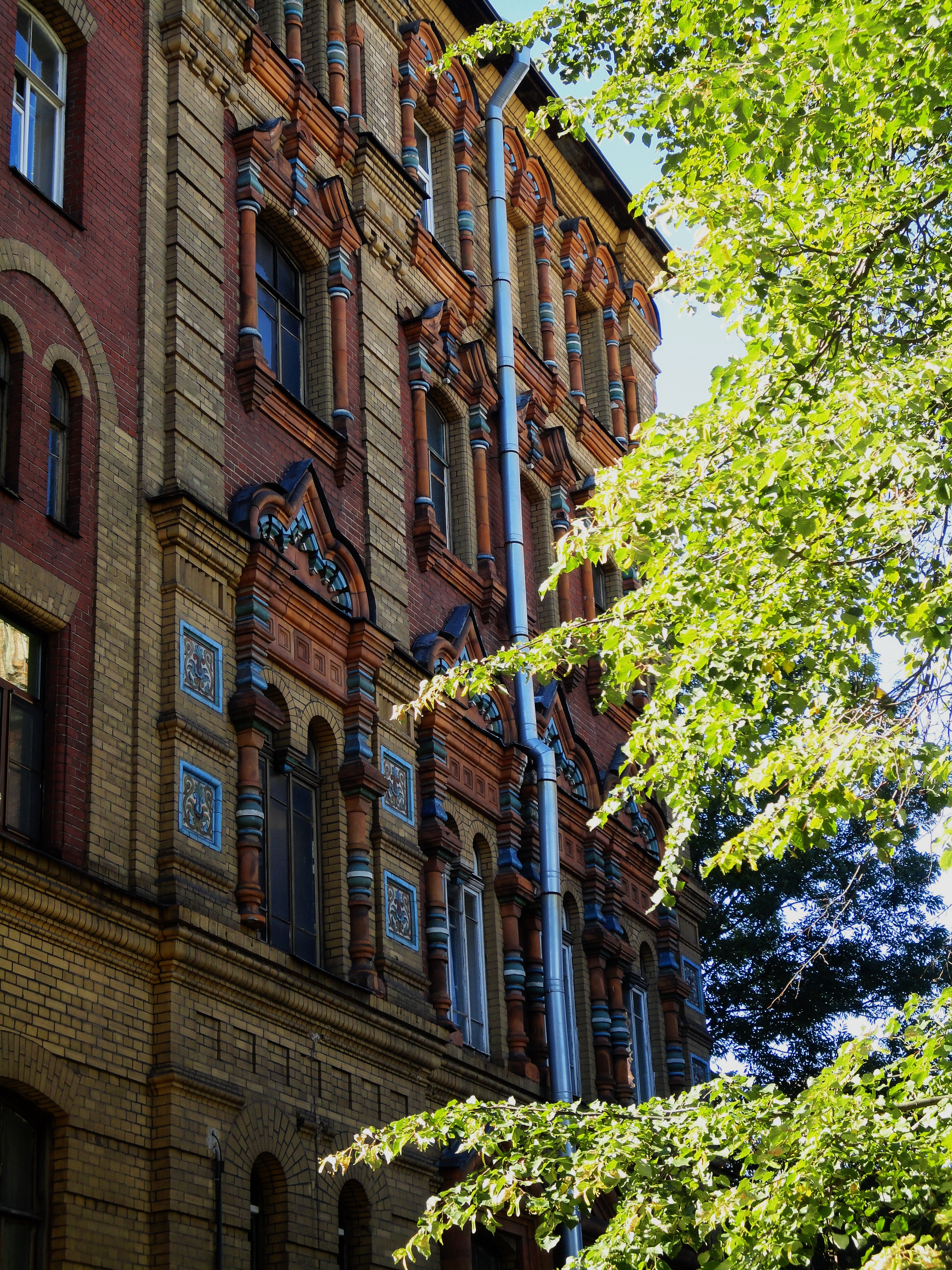
Дом епархиального братства

## История
Современное название улица носит с 1788 года по расположению на месте бора.
В 1768—1799 годах носила название Песчаная дорога, в 1793—1821 годах — Песочная улица, в 1798—1829 годах — также Песошная улица. До 1829 года в неё входила современная Черниговская улица, и после название Песочная улица было оставлено за последней.
В 1900 году, после реконструкции Царскосельской железной дороги, трасса улицы была слегка изменена: железнодорожный переезд был ликвидирован, а улица была проложена по современной трассе вдоль железнодорожных путей и под новыми железнодорожными путепроводами, где Черниговская улица соединялась с Рыбинской улицей, трасса которой также была слегка изменена. Открытие новой трассы состоялось 22 мая 1900 года.
С 29 апреля 2006 года на улице введено одностороннее движение в направлении от Обводного канала в сторону Киевской улицы.
В 2013 году были снесены дома 277 и 279 по Лиговскому проспекту. Согласно комментарию районной администрации, на освобождённом участке запланировано строительство нового отрезка Боровой улицы.

## Пересечения
С севера на юг (по увеличению нумерации домов) Боровую улицу пересекают следующие улицы:
- Разъезжая улица — Боровая улица примыкает к ней;
- улица Марата — пересечение;
- Волоколамский переулок — примыкание;
- Социалистическая улица — примыкание;
- улица Константина Заслонова — пересечение;
- улица Тюшина — примыкание;
- набережная Обводного канала — пересечение по обоим берегам Обводного канала;
- Курская улица — примыкание;
- Прилукская улица — примыкание;
- Расстанная улица — примыкание;
- Витебская железнодорожная линия — пересечение под путепроводами с переходом Боровой улицы в Черниговскую.

## Транспорт
Ближайшие к Боровой улице станции метро — «Обводный канал» 5-й (Фрунзенско-Приморской) линии (около 300 м по набережной Обводного канала), «Лиговский проспект» 4-й (Правобережной) линии (кратчайшее расстояние по прямой — около 400 м) и «Владимирская» 1-й (Кировско-Выборгской) линии (около 450 м по прямой от начала улицы).
По Боровой улице проходит автобусный маршрут № 57. Также её пересекает трамвайная линия по улице Марата.
Вблизи окончания Боровой улицы располагается железнодорожная платформа Боровая.

## Примечательные здания и сооружения
- Дом № 18 / Волоколамский переулок, дом 1 — доходный дом А. В. Елисеева и Г. М. Фёдорова в стиле неоклассицизм, 1912—1913, архитектор Л. В. Богусский. С 9 декабря 1980 года по 27 августа 1991 года в этом доме жил и умер Майк Науменко — советский рок-музыкант. 17 апреля 2016 года поклонники творчества Майка несанкционированно установили мемориальную доску по этому адресу[6]. В декабре 2020 года стало известно, что в его комнате появится небольшой музей[7].
- Дом № 20 — историческое здание из двух корпусов, построенных в начале XIX века, а в 1868 году расширенных по проекту архитектора Людвига Фонтана[8]. Оба корпуса были расселены в 1990-х из-за аварийности, но так и не были отремонтированы. В 2016-м году дом передали представительству республики Ингушетия, новый собственник не начал ремонт, поэтому в конце 2022-го договор с ним был расторгнут[9].
- Дом № 21 — доходный дом А. А. Худобина, также известный, как «Дом-стена» или «Дом-утюг». Построен в 1909 году, по проекту архитектора М. Б. Кварта (1870—1917). Здание в стиле модерн отличает необычная планировка треугольной формы, связанная с пропорциями участка выделенной под строительство земли, и вид с одного из ракурсов. От пересечения Боровой и Социалистической улиц постройка выглядит как декорация — ширина стены пятиэтажного дома с этой стороны составляет примерно два метра[10].
- Дом № 34 (улица Тюшина, 24) — здание 1883 года, архитектор Василий фон Геккер. До революции в здании работала табачная фабрика «Товарищества Колобов и Бобров»[11][12]. В советские годы дом отдали под жильё, в нём также размещался детский сад. В 2009 здание признали аварийным и расселили, в 2016 — выставили на торги. 29 октября того года лот выиграл предприниматель Ян Бобрышев, новый собственник приступил к реконструкции дома в 2020-м[13][14]. К концу 2021 года реконструкция практически завершена[15].
- Дом № 52, корпус 1, литера А — Церковь Покрова Святой Богородицы,  7810773000.
- Дом № 52, литера А — дом епархиального братства церкви Покрова Пресвятой Богородицы,  7802510000.
- Дома № 59-61 — дома Михайлова. Здание под литерой А являлось лицевым флигелем доходного дома Михайлова и было построено в 1912 году по проекту гражданского инженера Леонида Котова. Корпус под литерой Б был возведён в 1913-м под руководством техника-архитектора Демьяна Фомичева. В 2023 году оба здания лишили статуса памятников архитектуры[16][17].
- Дом № 63А — водокачальня товарной станции Московско-Виндаво-Рыбинской железной дороги, конец XIX — начало XX века,  7830153000.
- Дом № 72 — доходный дом Рудольфа и Иоганны Кох, 1909—1913, архитектор Л. В. Котов[18][19].
- Дом № 112, литера Б — «Благотворительная организация „Ночлежка“»[20].